# Диоцез Центральной Флориды
Диоцез Центральной Флориды (англ. Diocese of Central Florida) — епархия в составе IV церковной провинции Епископальной церкви в США. Диоцез основан 3 декабря 1969 года на территории штата Флорида. Включает 82 прихода в 5  благочиниях — Центральном, Северо-Восточном, Северо-Западном, Юго-Восточном и Юго-Западном. Численность регулярных прихожан составляет около 30 000 человек. В настоящее время епархией управляет епископ Грегори Оррин Брюэр. Главный храм епархии — собор Святого Луки в Орландо.

## История
17 января 1838 года в церкви Святого Иоанна в Таллахасси прошло собрание, которое учредило новую епархию Флориды, состоявшую из семи приходов, разбросанных всей территории штата. Собрание утвердило устав епархии, который был представлен Генеральному конвенту. 7 сентября 1838 года Флоридская епархия была принята в состав национальной церкви.
Генеральная конвенция 1892 года разделила диоцез Флорида и создала отдельный миссионерский округ Южной Флориды. На момент разделения в 1892 году к новой юрисдикции перешли 5 приходов, 40 миссий и 11 миссионерских станций. Первое собрание членов нового округа состоялось 21 февраля 1893 года в церкви Святого Креста в Санфорде. Рост численности прихожан привёл к официальному присвоению округу статуса  епархии в сентябре 1922 года. 16 января 1923 года в соборе Святого Луки в Орландо под председательством епископа Кэмерона Манна прошёл первый собор духовенства и мирян нового диоцеза.
Специальная Генеральная конвенция 1969 года одобрила просьбу членов епархии и разделила диоцез Южной Флориды на три епархии. В декабре того же года в диоцезах Юго-Восточной, Юго-Западной и Центральной Флориды пошли собрания, на которых были избраны первые епископы новых епархий. Первым епископом Центральной Флориды стал бывший епископ Южной Флориды Генри Ирвинг Луттит, который вскоре после этого уступил кафедру преемнику — Ульяму Хопкинсу Фолуэллу.
На 31-м епархиальном собрании 29 января 2000 года в соборе Святого Луки в Орландо делегаты единогласно одобрили новую программу развития диоцеза Центральной Флориды, целью которой было провозглашено возрождение существующих общин и создание пятнадцати новых общин в последующие десять лет. На 34-м епархиальном собрании 25 января 2003 года в Троицкой подготовительной школе в Уинтер-Парке в диоцезе началась кампания «От силы к силе», направленная на финансирование новой программы, утвержденной в 2000 году. Кампания собрала более 800 000 долларов США на заявленные цели, и более 5 миллионов долларов США были собраны на различных собраниях кампании. С 2004 по 2009 год в диоцезе были основаны четыре новые миссии среди испаноязычного населения епархии.
Рукоположение в священники открытых гомосексуалов и благословение однополых союзов привели к расколу в епархии. На 35-м епархиальном собрании диоцез присоединился к консервативной Англиканской общинной сети, но спустя пять лет вышел из её состава. В 2008 году часть членов пяти приходов, вместе с духовенством, покинули Епископальную церковь. Другие члены этих приходов продолжили их развитие в составе епархии Центральной Флориды.

## Территория
В настоящее время границы диоцеза проходят на севере по границе диоцеза Флориды, на востоке — по побережью Атлантического океана, на юге по границам диоцезов Юго-Восточной Флориды и Юго-Западной Флориды, на западе — по побережью Мексиканского залива. Двумя крупнейшими городами епархии являются Орландо и Порт-Сент-Люси. На территории епархии находятся Космический центр Кеннеди и Диснейуорлд.
Юрисдикция диоцеза распространяется на округа Бревард, Цитрус, Харди, Хайлендс, Индиан-Ривер, Лейк, Окичоби, Ориндж, Оцеола, Марион, Полк, Семинол, Сент-Люси, Самтер и Волусия.